# Chokoloskee
Chokoloskee ist ein census-designated place (CDP) im Collier County im US-Bundesstaat Florida mit 346 Einwohnern (Stand: 2020).

## Geographie
Chokoloskee ist eine Insel, die zu den Ten Thousand Islands gehört. Sie ist über die County Road 29 mit dem Tamiami Trail (U.S. 41, SR 90) verbunden und rund 60 Kilometer von Naples entfernt.

## Demographische Daten
Laut der Volkszählung 2010 verteilten sich die damaligen 359 Einwohner auf 255 Haushalte. Die Bevölkerungsdichte lag bei 512,9 Einw./km². 96,1 % der Bevölkerung bezeichneten sich als Weiße. 3,6 % gaben die Angehörigkeit zu einer anderen Ethnie und 0,3 % zu mehreren Ethnien an. 5,6 % der Bevölkerung bestand aus Hispanics oder Latinos.
Im Jahr 2010 lebten in 22,1 % aller Haushalte Kinder unter 18 Jahren sowie 42,3 % aller Haushalte Personen mit mindestens 65 Jahren. 68,7 % der Haushalte waren Familienhaushalte (bestehend aus verheirateten Paaren mit oder ohne Nachkommen bzw. einem Elternteil mit Nachkomme). Die durchschnittliche Größe eines Haushalts lag bei 2,20 Personen und die durchschnittliche Familiengröße bei 2,63 Personen.
19,2 % der Bevölkerung waren jünger als 20 Jahre, 16,9 % waren 20 bis 39 Jahre alt, 26,5 % waren 40 bis 59 Jahre alt und 47,3 % waren mindestens 60 Jahre alt. Das mittlere Alter betrug 53 Jahre. 54,3 % der Bevölkerung waren männlich und 45,7 % weiblich.
Das durchschnittliche Jahreseinkommen lag bei 36.875 $, dabei lebten 66,0 % der Bevölkerung unter der Armutsgrenze.
Im Jahr 2000 war Englisch die Muttersprache von 100 % der Bevölkerung.

## Sehenswürdigkeiten
Am 24. Juli 1974 wurde der Ted Smallwood Store in das National Register of Historic Places eingetragen.